# X.75
X.75 ist ein ISDN-Übertragungsstandard der ITU-T ähnlich X.25. Es handelt sich um ein Netzwerkprotokoll für die Übertragung von Datenpaketen zwischen dem ISDN-Endgerät beim Benutzer und der Vermittlungsstelle. Auf dem B-Kanal werden HDLC-Rahmen (frames) verschickt, die nummeriert, bestätigt und möglicherweise an mehrere Prozesse geroutet werden müssen. Im Gegensatz zu den älteren ARQ-Protokollen ist X.75 deutlich effizienter, da es in die Gruppe der Go-Back-N-Protokolle gehört. Mit X.75 sind Datenübertragungsraten bis 64.000 bit/s möglich, mit Kanalbündelung (gleichzeitige Benutzung von zwei B-Kanälen) das Doppelte. X.75 ist in Europa das bevorzugte Protokoll, welches BBS oder FidoNet-Benutzer verwenden. In inzwischen seltenen Fällen ist es auch der Übertragungsstandard, mit dem ISDN-Teilnehmer ohne DSL im Internet surfen. Seit ca. 1997 hat sich hierfür jedoch das „PPP over ISDN“ nach RFC 1618 etabliert. In Nordamerika wird für den BBS-Zugang statt X.75 häufiger V.120 verwendet, da X.75 auf die Datenrate 64.000 bit/s festgelegt ist, während in Nordamerika die ISDN-Netze historisch das MSB ignorieren und daher nur Datenraten bis 56.000 bit/s erreichen. Demgegenüber setzen vor allem mobile (GSM)-Geräte auf beiden Kontinenten auch das Protokoll V.110 ein.
X.75 wird nach wie vor in proprietären Umgebungen, z. B. für das Versenden von Daten aus MDE-Geräten verwendet. Allerdings wird X.75 auch hier mit der zunehmenden Verbreitung von Embedded Linux oder Windows CE verdrängt und durch das TCP/IP fähige PPP ersetzt.
X.75 legt nicht von vornherein fest, welche Fenstergröße und Frameanzahl dabei verwendet werden muss. In BBS-Umgebungen wird üblicherweise mit 7 Frames zu je 2048 Bytes gearbeitet. Damit sind – zusammen mit den Protokollen ZedZap, Z-Modem, Janus, Hydra oder BiModem – Datenraten erreichbar, bei denen der Netto- nahezu gleich dem Bruttodurchsatz ist.

## Rechentrick 10/8?
Im Zusammenhang mit der Datenübertragungsgeschwindigkeit von X.75 Terminaladaptern stößt man oftmals auf Angaben wie 8000 Byte/s. Bei asynchronen Übertragungen mit dem Datenrahmen 8n1 errechnet sich die Datenrate üblicherweise zu {\displaystyle Byterate=Bitrate/(1+8+1)}, da jedes Byte von einem Start- und einem Stopbit eingerahmt wird. Bei 64.000 bit/s sollte nach dieser Rechnung die Übertragungsrate also nur 6400 Byte/s betragen.
Da der Terminaladapter jedoch das asynchrone Protokoll der EIA-232 in das synchrone X.75 wandelt, entfallen die Start- und Stopbits und werden durch Opening Flags 01111110 High-Level Data Link Control#Blockaufbau am Anfang und Ende der 2k Rahmen ersetzt. Wird der Terminaladapter dabei mit mehr als 64.000 bit/s (üblich sind 115.200 bit/s) angesteuert, ist es dadurch möglich die Übertragungsrate von beinahe 8000 Byte/s zu erreichen. Diese Geschwindigkeit ist in der Praxis jedoch vom Dateninhalt abhängig, denn bestimmte Bitkombinationen werden per Bitstopfen vom X.75 Protokoll umgangen.